# Zlan de Belewale
Zlan de Belewale est un sculpteur traditionnel Dan, et meurt vers les années  1960. Il est considéré comme le plus grand sculpteur sur bois de l'ethnie Dan. Il travaillait à la frontière du Libéria et de la Côte d'Ivoire. Zlan manifesta un talent précoce et sculpta son premier masque à l'âge de 13 ans,. Il réalisa ensuite de nombreux masques et statuettes pour les chefs de plusieurs ethnies de la région. Comme d'autres artistes de cette tradition, il tirait son inspiration de ses rêves, et son père Pei, décédé pendant l'enfance de Zlan, lui aurait transmis après sa mort des instructions pour créer un nouveau type de masque nommé blokila. Il transmit ses connaissances à de nombreux apprentis qui travaillaient dans son atelier et l'aidaient dans la préparation des sculptures. Son élève le plus réputé fut Zon, mort en 1985. La femme de Zlan, Sonzlanwon, fut aussi un sculpteur réputé et l'assista dans son travail.

## Collections publiques
Quelques-unes des œuvres de ce maître-sculpteur sont conservées au musée du quai Branly (maternité), au Metropolitan museum of art (statuettes féminines, louche de cérémonial), au Peabody Museum de l'université Harvard et au New Orleans Museum of Art.